# Rémering
Rémering é uma comuna francesa na região administrativa de Grande Leste, no departamento de Mosela. Estende-se por uma área de 4,94 km². Em 2010 a comuna tinha 434 habitantes (densidade: 87,9 hab./km²).